# Ridder Roodhart
Ridder Roodhart is een stripserie bedacht door schrijver Lo Hartog van Banda en tekenaar Dick Matena. De strip speelt in de vroege Middeleeuwen van koning Arthur. Hoofdpersonen zijn de ridder Roodhart en zijn compaan Bombardon.

## Publicaties
De strip verscheen van 1969 tot 1971 in het tijdschrift Pep. In 1976 en 1977 werden de strips uitgegeven door uitgeverij Oberon.
| Nummer | Titel                       | Jaar | Gepubliceerd in Pep |
| ------ | --------------------------- | ---- | ------------------- |
| 1      | De strijd om Hillegonde     | 1976 | Pep 69-01 t/m 69-11 |
| 2      | De strijd om de ronde tafel | 1976 | Pep 70-01 t/m 70-16 |
| 3      | De strijd in de Hooglanden  | 1977 | Pep 70-37 t/m 71-06 |